# Linksnet
Linksnet, ein Projekt von über 50 Zeitschriften, ist eine deutschsprachige Website für Politik und Wissenschaft. Ziel des Kooperationsprojektes ist es, Inhalte linker Zeitschriften und Netzwerke zu bündeln und dauerhaft im Internet verfügbar zu machen. Da die Printausgaben der Zeitschriften teilweise vergriffen und Artikel nicht immer im Internet abrufbar sind, sieht sich Linksnet auch als Archiv, das als Quelle wissenschaftlicher Literatur und Arbeiten, sowie in der schulischen Bildung Verwendung findet.
Das Projekt umfasst ein Spektrum der politischen Linken im Umfeld der parlamentarischen Parteien SPD, Bündnis 90/Die Grünen und Die Linke. Einige der an Linksnet beteiligten Projekte, wie „marx21“ und die „Marxistischen Blätter“, werden im Verfassungsschutzbericht 2014 in der Rubrik Linksextremismus aufgeführt.
Bis 2009 veröffentlichten 40 Zeitschriften (Stand 09/2009) aus Deutschland, Österreich und der Schweiz Artikel von Autoren auf Linksnet. Zudem werden auch Beiträge von Einzelautoren publiziert. Ende 2009 waren über 4000 Artikel und Rezensionen von über 2000 Autoren im Volltext auf Linksnet abrufbar.

## Geschichte
Gegründet wurde Linksnet im Herbst 1999 auf Initiative von Rainer Rilling, Kai Wagner, Markus Lauber und Gerd Siebecke. Das Projekt wurde von Beginn an durch den Verein LinksNet e. V. getragen und von der Rosa-Luxemburg-Stiftung gefördert. Im Herbst 2000 ging das Portal online, zunächst auf Basis eines selbstentwickelten Content-Management-Systems, das 2008 durch Drupal ersetzt wurde.
Neben Artikeln aus den Printausgaben der beteiligten Zeitschriften wurde zunächst auch ein Webverzeichnis erstellt, das auf der politischen Linksammlung Wissenschaft plus Politik von Rainer Rilling basierte. Aufgrund des redaktionellen Aufwandes und des Wachstums des World Wide Web wurde das Verzeichnis 2001 wieder eingestellt.
Ende 2003 wurde Linksnet um das Weblog Linkslog erweitert, das sein Ziel, zu einem politischen Gruppenblog unterschiedlicher linker Richtungen zu werden, nicht erreichte. Im Dezember 2009 wurde Linkslog eingestellt.

## Themen
Nach Rainer Rilling, der selbst an der Gründung des Portals beteiligt war, nehmen im Artikelbestand des Portals „Beiträge zu allgemeinen Fragen der Gesellschafts- und Politikentwicklung eine herausragende Rolle“ ein. Während es bei den Themen „Ökonomie, Krieg & Frieden sowie internationale Beziehungen“ ähnlich aussehe, seien „Gender und Feminismus, Kultur, Medien- und Kommunikation sowie Ökologie“ zwar „wesentliche, aber deutlich geringer präsente Themen“. Die Gründungsakteure hätten sich „zumeist dem linken, linksliberalen oder gewerkschaftlichen Feld“ zugerechnet und seien im Gegensatz zu Versuchen aus der linksradikalen Szene wie Nadir „linkspluralistisch“ orientiert gewesen. Die anfängliche Fokussierung auf „Gewerkschaftsnähe“ und die fehlende Vertretung von „Grüne[n] und feministische[n] Positionen“ habe sich mit durch das Hinzustoßen weiterer Akteure aus anderen Spektren der Linken aufgehoben. Mittlerweile komme das durch Linksnet repräsentierte Spektrum „eher dem Nahe, was üblicherweise als Mosaiklinke bezeichnet wird.“

## Beteiligte Zeitschriften
- Antifaschistisches Infoblatt
- alaska (nicht mehr aktiv)
- analyse & kritik
- an.schläge
- arranca!
- Ausdruck
- BIG Business Crime
- Bildpunkt
- Blätter für deutsche und internationale Politik
- Bürgerrechte & Polizei/CILIP
- Das Argument
- Das Blättchen
- Der Rechte Rand
- Direkte Aktion
- Fantômas
- Forum Recht
- Forum Wissenschaft
- Gen-ethischer Informationsdienst (GID)
- Graswurzelrevolution
- grundrisse. zeitschrift für linke theorie & debatte
- Berliner Debatte Initial
- Inamo
- isw – sozial-ökologische Wirtschaftsforschung
- Iz3w
- Kurswechsel
- Lateinamerika Nachrichten
- Lotta
- Lunapark21
- Luxemburg
- MALMOE. Gute Seiten, schlechte Zeiten
- marx21
- Memo-Forum
- Marxistische Blätter
- Ossietzky
- Peripherie
- Perspektiven
- Prager Frühling
- PROKLA
- SoZ
- Sozialismus
- spw – Zeitschrift für sozialistische Politik und Wirtschaft
- Streifzüge
- sul serio
- tendenz
- utopia
- UTOPIEkreativ
- ver.di Perspektiven
- W&F Wissenschaft & Frieden
- WeltTrends
- Widerspruch
- Widersprüche
- Z. Zeitschrift Marxistische Erneuerung
- ZAG